# Ivette Olivares
Ivette Michelle Olivares Sepúlveda (Chile; 4 de agosto de 1997) es una futbolista chilena. Juega de centrocampista y su equipo actual es la Universidad Católica de la Primera División de Chile. Es internacional absoluta por la selección de Chile desde 2019.

## Trayectoria
Olivares llegó a Palestino en 2019 y firmó su primer contrato con el club en febrero de 2022.

## Selección nacional
Debutó en la selección de Chile el 6 de octubre de 2019 en la victoria por 3-0 sobre Uruguay.

## Clubes
| Club                 | País  | Año           |
| -------------------- | ----- | ------------- |
| Boston College       | Chile | 2015-2016     |
| Palestino            | Chile | 2019-2023     |
| Universidad Católica | Chile | 2024-presente |